# Georges Haupt
Pour les articles homonymes, voir haupt.
Georges Haupt, né le 18 janvier 1928 à Satu Mare (Roumanie) et mort le 15 mars 1978 à Rome (Italie), est un historien français d'origine roumaine, spécialiste du mouvement socialiste international, en particulier de l'Internationale ouvrière (« Deuxième Internationale »).

## Biographie
Georges Haupt est né au sein d'une famille juive ashkénaze de Transylvanie. À seize ans, alors que sa région natale est redevenue hongroise à la suite du deuxième arbitrage de Vienne, il est déporté à Auschwitz. Sa famille tout entière disparaît dans les camps hitlériens, à l'exception de son grand frère, Mircea Haupt, colonel et commissaire politique dans la division roumaine alliée Vladimirescu, forte de 19 000 hommes, qui combat contre l'Axe en URSS. Georges et Mircea sont tous deux membres du Parti communiste de Roumanie. À la libération, de retour en Transylvanie redevenue roumaine, il commence des études supérieures qu'il poursuit à l'université de Léningrad. Il y soutient une thèse sur les rapports entre révolutionnaires russes et roumains dans la seconde moitié du XIXe siècle.
Après un début de carrière académique prometteur en République populaire roumaine (il enseigne à l’université de Bucarest, anime la revue Studii et dirige la section Histoire moderne et contemporaine à l’Institut d’histoire de l’Académie des sciences), il quitte son pays pour la France en 1958. Andrea Panaccione analyse cette décision d’émigrer « sur laquelle, comme l’on sait, Haupt ne s’est jamais étendu par écrit… ni à l’oral », à partir d’un article ultérieur (1968) de Haupt où celui-ci souligne l’impasse en Roumanie du processus de déstalinisation lancé par Khrouchtchev au XXe Congrès du Parti communiste de l’Union soviétique : le dirigeant stalinien Gheorghe Gheorghiu-Dej choisissant, pour se maintenir au pouvoir, de s’écarter de l’obédience soviétique en accentuant le caractère « national » et répressif du communisme roumain.
En 1962-1963, il soutient une thèse sur la IIe Internationale sous la direction d’Ernest Labrousse et entre à la rédaction des revues Le Mouvement social et Cahiers du monde russe et soviétique. Il devient en 1969 directeur d'études à l'École des hautes études en sciences sociales et en 1976 directeur du Centre d'études sur l'URSS et l'Europe orientale.
Il crée en 1963 chez l’éditeur François Maspero, et dirige jusqu’à sa mort, la collection « Bibliothèque socialiste ».
Il meurt subitement à Rome le 14 mars 1978, laissant de nombreux projets en suspens, dont beaucoup ne purent être poursuivis. La collection « Bibliothèque socialiste » s’éteint ainsi en 1981 avec son quarantième titre, les quelques derniers volumes postérieurs à la mort de Haupt étant, peut-on supposer, l’aboutissement de projets lancés par lui.

## Apport à l’étude du mouvement ouvrier
Georges Haupt « fut d’abord un prodigieux dénicheur d’archives ». Cette orientation précoce vers la découverte et l’édition scientifique de textes introuvables ou ignorés fut favorisée par la connaissance qu’il fit, peu après son arrivée en France, de Camille Huysmans, qui avait été secrétaire de la IIe Internationale de 1905 à 1922 et avait conservé un trésor de documents. Grâce à son « Étude critique des sources » sur cette organisation (1964), tout un champ s’ouvrait aux chercheurs. Il élargit ensuite ce type d’activité à d’autres domaines de l’histoire du mouvement ouvrier, notamment à la IIIe Internationale. Tel fut aussi le sens de sa collection « Bibliothèque socialiste », qui exhuma des textes méconnus ou devenus introuvables de, entre autres, Boukharine, Rosa Luxemburg, Max Adler etc.
Son fonds d’archives est déposé à la Maison des sciences de l’Homme. Il comporte plus d’un millier de documents dont certains encore inédits, ainsi que de nombreux manuscrits inachevés, notamment sur le révolutionnaire Christian Rakovski auquel il voulait consacrer un livre.
Georges Haupt fut aussi un animateur fécond de la recherche et, « international par vocation et par essence », aidé d’un extraordinaire don des langues (il parlait le hongrois, le roumain, le russe, l’allemand, l’italien, l’anglais, le français – au moins), il exerça ce métier avec une « sensibilité internationaliste » selon Michael Löwy, qui suivit son séminaire à l’École des hautes études en sciences sociales et le décrit comme « une espèce de petite "Internationale" où des étudiants de plusieurs pays et continents – avec une forte proportion issue des Balkans – se rencontraient autour de discussions fiévreuses sur la question nationale et l’histoire du mouvement ouvrier ».
Arrivant en France en tant que « marxiste indépendant et irrécupérable », Georges Haupt fut pour de nombreux chercheurs « un des protagonistes les plus importants » de la renaissance de l’historiographie marxiste à partir de la deuxième moitié des années 1950.

## Publications
- La Deuxième Internationale, 1889-1914. Étude critique des sources, Éditions Mouton, 1964.
- Le Congrès manqué. L'internationale à la veille de la Première Guerre mondiale, Maspero, 1965.
- avec Madeleine Rebérioux, La Deuxième Internationale et l'Orient, Éditions Cujas, 1967.
- Le Bureau socialiste international, 1900-1907, tome 1. Compte rendu des réunions, manifestations et circulaire, Éditions de l'EHESS, 1969.
- L'Historien et le mouvement social, Maspero, 1980.
- Le Mouvement ouvrier bulgare, 1882-1918. Essai bibliographique, Éditions de l'EHESS, 1984.
- Les Marxistes et la question nationale, 1848-1914 (avec Michael Löwy et Claudie Weill), Maspero, 1974 ; rééd., L'Harmattan, 1997.
- Dictionnaire biographique du mouvement ouvrier international. L'Autriche, Éditions ouvrières, 2000.

## Fonds documentaire
Les archives ainsi qu'une partie de la bibliothèque de Georges Haupt sont conservés au sein de la Bibliothèque de la Fondation Maison des sciences de l'homme. Voir l'outil de recherche des archives.

### Sources et bibliographie
- « Hommage à Georges Haupt », Cahiers du monde russe et soviétique, vol. 19, no 3, 1978.
- « Numéro spécial : Georges Haupt », Le Mouvement social, no 111, avril-juin 1980.
- « Numéro spécial : Georges Haupt, l'Internationale pour méthode », Cahiers Jaurès, n° 203, 2012 (articles de Maria Grazia Meriggi, Michel Dreyfus, Mariuccia Salvati, Gilles Candar, David Bidussa, Jean-Numa Ducange, Claudie Weill, Michael Löwy, Andrea Panaccione, Janos Jemnitz, Robert Guédiguian, tous lisibles en ligne).
- (en) Oskar Negt, « Georges Haupt - In Memoriam », New German Critique, n° 14, 1978, p. 28–30.
- (en) Dale Tomich, Anson G. Rabinbach, « Georges Haupt 1928-1978 », New German Critique, n° 14, 1978, p. 3–6.